# 埃克薩姆冰川
73°30′S 94°14′W / 73.500°S 94.233°W
埃克薩姆冰川（英語：Exum Glacier）是南極洲的冰川，位於埃爾斯沃思地，處於瓊斯山地區，流經休斯角和邦納博穹丘，由明尼蘇達大學繪入地圖。